# Pomaulax gibberosus
Pomaulax gibberosus is een in zee levende slakkensoort die behoort tot de familie Turbinidae en het geslacht Pomaulax.

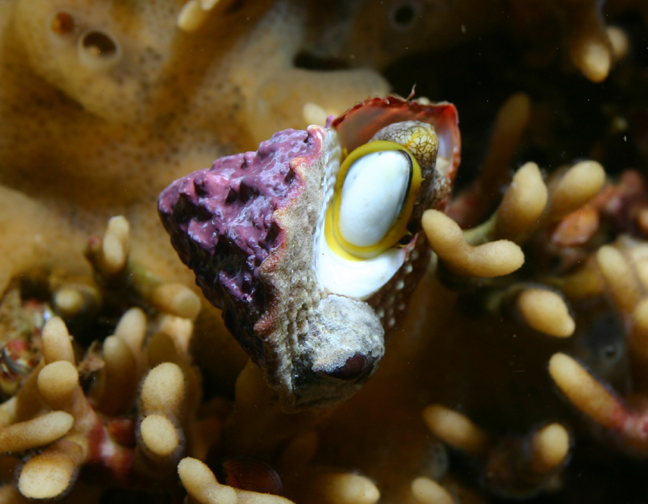
Lithopoma gibberosa onderzijde

## Voorkomen en verspreiding
Pomaulax gibberosus is een omnivoor die tot 80 mm lang kan worden en leeft in warm water op rotsbodems en koraalriffen (sublitoraal). Deze soort komt voor aan de westkust van Noord-Amerika van Californië tot aan Alaska (Oregonese- en Californische provincie).